# Franz Josef Weisweiler
Franz Josef Weisweiler (* 7. Juli 1928 in Gladbeck; † 30. Juli 1985 in Düsseldorf) war ein deutscher Manager und Vorstandsvorsitzender in der Mannesmann AG.

## Leben
Franz Josef Weisweiler wurde 1928 als Sohn eines Arztes in Gladbeck geboren und machte 1949 sein Abitur. Er studierte an der Montanistischen Hochschule Leoben und der RWTH Aachen Eisenhüttenkunde und Bergbau und arbeitete zwei Jahre als Bergmann, u. a. im Mannesmann-Hüttenwerk (heute Hüttenwerke Krupp Mannesmann) in Duisburg-Hüttenheim.
Bei den Mannesmann-Hüttenwerken durchlief er auch seine weitere Karriere, zunächst als Assistent und ab 1964 als technischer Leiter des Hüttenwerks. 1967 wurde er technischer Vorstand in der Mannesmann-Werksgruppe Hüttenwerke. 1972 kam er in den Vorstand der Mannesmann AG. Als Nachfolger von Egon Overbeck wurde Weisweiler 1983 Vorstandsvorsitzender. Von 1973 bis 1982 war Weisweiler Vorsitzender des Arbeitgeberverbandes Eisen- und Stahlindustrie e.V.
Am 30. Juli 1985 starb er an Nierenkrebs.